# Phyllachora tecleae
Phyllachora tecleae är en svampart som beskrevs av Doidge 1922. Phyllachora tecleae ingår i släktet Phyllachora och familjen Phyllachoraceae.   Inga underarter finns listade i Catalogue of Life.